# 屈氏叫姑魚
屈氏叫姑魚為輻鰭魚綱鱸形目鱸亞目石首魚科的其中一種，分布西太平洋區，包括新加坡、中國大陆、香港、台灣等海域，棲息深度可達40公尺，體長可達15公分，棲息在沿海、河口區，可做為食用魚。